# Bogdan Mara
Ion Bogdan Mara (* 29. September 1977 in Deva, Kreis Hunedoara) ist ein ehemaliger rumänischer Fußballspieler auf der Position eines Mittelfelds.

## Karriere
Mara begann seine Karriere 1996 beim FC Inter Sibiu. In seiner ersten Saison bei Inter endete man in der zweithöchsten rumänischen Spielklasse auf den 15. Platz. Nach dem darauffolgenden zwölften Platz 1997/98, wechselte der Stürmer zu Dinamo Bukarest in die erste Liga. Bereits in seiner ersten Saison konnte man Vizemeister werden, jedoch spielte Mara nur zwei Mal und erzielte dabei einen Treffer. Daraufhin wechselte er für eine Herbstsaison zu Farul Constanța, ehe er im Winter dem Verein den Rücken kehrte und zum FC Argeș Pitești wechselte. Am Ende der Saison konnte er sich über dem fünften Platz freuen.
2000 kehrte er nach Bukarest zurück und verließ die Hauptstadt daraufhin wieder im Winter 2000/01 und kehrte zum FC Argeș Pitești zurück, wo man abermals den fünften Platz erreichte.
2001 kam es zu Maras erstem Auslandsengagement, als er nach Spanien zu Deportivo Alavés, der ein Jahr zuvor das Finale des UEFA-Pokals erreichte, wechselte. In der ersten Saison konnte der siebente Platz erreicht werden, jedoch stieg man im nächsten Jahr mit Platz 19 aus der Primera División ab. Der Rumäne verließ daraufhin Deportivo und wechselte in die Volksrepublik China zu Tianjin Teda. Nach dem sechsten Platz in der höchsten chinesischen Fußballliga kehrte er nach Spanien zurück und spielte eine Saison bei Polideportivo Ejido, wo er mit dem Verein in der zweiten Liga 13. wurde.
Im Sommer 2005 kehrte er in die Heimat Rumänien zurück und spielte fünf Spiele lang bei Rapid Bukarest, ehe er in die Ukraine zu FC Stal Alchevsk wechselte. Nach dem relativ enttäuschenden elften Platz ging er abermals zurück nach Rumänien und unterschrieb beim damaligen Erstligisten UTA Arad, den er 2008 Richtung Unirea Urziceni verließ. Dort wurde der erfolgreiche fünfte Platz eingefahren, jedoch musste Mara den Verein verlassen und wechselte im Winter 2008/09 zum CFR Cluj, er konnte sich trotzdem, aufgrund des Meistertitels seines Exklubs Urziceni, als Meister feiern lassen, da er in dieser Saison für Urziceni zum Einsatz kam. Hinzu kam noch die erfolgreiche Pokalmission des CFR Cluj, somit konnte Mara auf kuriose Weise das rumänische Double gewinnen.
In der Winterpause 2009/10 verließ Mara Cluj und wechselte zu Iraklis Thessaloniki nach Griechenland. Nach einem Mittelfeldplatz am Saisonende, wurde seinem Klub im Laufe der Spielzeit 2010/11 die Lizenz entzogen, was den Abstieg bedeutete. Er verließ daraufhin Iraklis und wechselte im Sommer 2011 zu Skoda Xanthi.

### Nationalmannschaft
International spielte Mara elf Mal für die Nationalmannschaft Rumäniens und erzielte in einem Freundschaftsspiel gegen Zypern 2000 seinen bisher einzigen Treffer.

## Erfolge
- rumänischer Meister 2009
- rumänischer Pokalsieger 2009
- rumänischer Supercup 2009